# Nagodopsis shirakiana
Nagodopsis shirakiana är en fjärilsart som beskrevs av Matsumura 1931. Nagodopsis shirakiana ingår i släktet Nagodopsis och familjen snigelspinnare. Inga underarter finns listade i Catalogue of Life.